# Frank Soo
Frank Soo (8 tháng 3 năm 1914 – 25 tháng 1 năm 1991) là một cầu thủ  và huấn luyện viên bóng đá chuyên nghiệp người Anh, có bố gốc Hoa. Ông là cầu thủ đầu tiên có gốc Hoa thi đấu ở English Football League, và cũng là cầu thủ đầu tiên thuộc dân tộc thiểu số đại diện cho đội tuyển bóng đá quốc gia Anh, dù chỉ trong các trận đấu không chính thức vào thời chiến.
Ông bắt đầu sự nghiệp tại vị trí tiền vệ cánh trái nhưng sau đó chuyển sang vị trí tiền vệ phòng ngự. Ông là một cầu thủ nhanh nhẹn, thông minh và xuất sắc trong việc chuyền bóng. Ông lớn lên tại Liverpool và bắt đầu sự nghiệp thi đấu của mình tại Prescot Cables trước khi chuyển sang Stoke City với mức phí 400 bảng Anh vào tháng 1 năm 1933. Ông ra mắt đội một vào tháng 11 năm 1933 và có suất đá chính từ mùa giải 1935–36. Ông mất phần lớn năm tháng đỉnh cao chơi bóng của mình do Thế chiến II, khi chỉ có thể phục vụ trong Không quân Hoàng gia Anh và thi đấu cho Stoke cùng với đội tuyển Anh trong các trận đấu không chính thức thời chiến, cũng như thi đấu cho nhiều câu lạc bộ khác với tư cách khách mời. Ông được bán cho Leicester City với mức phí 4,600 bảng vào tháng 9 năm 1945, sau đó chuyển sang Luton Town với mức phí 5,000 bảng sau 10 tháng. Tháng 5 năm 1948, ông gia nhập Chelmsford City tại Southern League và giải nghệ sau hai mùa giải.
Cuối những năm 1950, đầu thập niên 1960, ông bắt đầu sự nghiệp huấn luyện tại các câu lạc bộ châu Âu. Ông từng huấn luyện câu lạc bộ Phần Lan Helsingin Palloseura vào năm 1949 trước khi nhận vị trí huấn luyện viên tại đội St Albans City tại Isthmian League mùa giải 1950–51. Ông được bổ nhiệm làm huấn luyện viên cho câu lạc bộ Serie A Padova vào tháng 4 năm 1951 nhưng rời câu lạc bộ 11 tháng sau đó do người vợ qua đời đột ngột. Sau đó, ông dẫn dắt đội tuyển Na Uy thi đấu tại Thế vận hội Mùa hè 1952, rồi dẫn đội Eskilstuna thăng hạng lên khỏi Division 3 của Thụy Điển mùa giải 1952–53. Ông từng huấn luyện Örebro trước khi giúp cho Djurgården lên ngôi vô địch Allsvenskan mùa giải 1954–55. Sau đó, ông quay lại bóng đá cấp thấp hơn với đội Oddevold, giúp đội thăng hạng lên khỏi Division 3 mùa giải 1955–56. Năm 1958, ông làm huấn luyện viên tại AIK trước khi trở về Anh để huấn luyện Scunthorpe United vào tháng 6 năm 1959. Ông đưa Scunthorpe lên vị trí 15 tại Second Division mùa giải 1959–60 trước khi từ chức vào tháng 5 năm 1960. Từ đó, ông gặp khó khăn trong việc tìm kiếm công việc, chỉ làm việc ngắn hạn tại các đội Frigg (Na Uy), IFK Stockholm (Thụy Điển), Fredrikstad (Na Uy), và Akademisk Boldklub (Đan Mạch).

## Đời tư
Frank Soo được sinh ra ở Buxton, Derbyshire vào ngày 8 tháng 3 năm 1914 và lớn lên ở Liverpool. Cha của ông là một thủy thủ người Hoa tại Liverpool, tên là Our Quong-Soo (tiếng Trung: 區君仕 Âu Quân Sĩ; còn được biết đến với tên gọi Ah Kwong-Soo), và mẹ là Beatrice Whittam, người Anh. Cha mẹ ông kết hôn tại Chorlton, Manchester vào năm 1908. Cha mẹ ông sau đó chuyển đến làng Fairfield để mở một tiệm giặt ủi, một công việc phổ biến của người Hoa nhập cư tại Anh thời đó, trước khi chuyển đến West Derby, Liverpool khoảng những năm 1920. Ông có một người anh trai là Norman và các em ruột là Phyllis, Ronald, Jack, Harold và Kenneth. Một người em trai của ông, Ronald, đã thiệt mạng vào ngày 14 tháng 1 năm 1944 khi đang làm nhiệm vụ là xạ thủ không quân tại Phi đội số 166, Không quân Anh.
Ngày 12 tháng 6 năm 1938, Soo kết hôn với Beryl Freda Lunt, chủ một tiệm làm tóc tại Stoke-on-Trent. Hai người hưởng tuần trăng mật ở Bournemouth. Freda rất yêu thích sưu tập chữ ký và đã chủ động giới thiệu bản thân với Soo để xin chữ ký của ông. Hai người ly thân vào năm 1951, và Freda qua đời do uống barbiturat quá liều vào ngày 10 tháng 3 năm 1952; không rõ là cố ý hay chỉ là tai nạn.

## Sự nghiệp câu lạc bộ

### Stoke City
Soo thi đấu cho Norwood, West Derby, West Derby Boys' Club và được tuyển trạch viên của hai đội Everton và Liverpool để mắt tới, nhưng không được câu lạc bộ nào trong 2 câu lạc bộ này ký hợp đồng. Thay vào đó, ông bắt đầu sự nghiệp chuyên nghiệp của mình tại giải Cheshire County League với đội Prescot Cables vào cuối năm 1932, bên cạnh việc làm công việc nhân viên văn phòng. Ông nhanh chóng được Stoke City ký hợp đồng với mức phí 400 bảng Anh vào ngày 25 tháng 1 năm 1933, sau khi được tuyển trạch viên của đội phát hiện ra. Ngày 4 tháng 11 năm 1933, Tom Mather đã trao cơ hội ra sân lần đầu tiên cho Soo khi để ông vào sân thay thế Harry Ware để thi đấu ở vị trí inside-left trong thất bại 6–1 của câu lạc bộ trước Middlesbrough trên Ayresome Park, khiến ông trở thành cầu thủ gốc Hoa đầu tiên chơi ở English Football League. Mặc dù thua đậm, nhưng ông vẫn được ca ngợi là cầu thủ nổi bật nhất của Stoke. Ông có được vị trí đá chính trong trận thua 0–1 trước Manchester City trên sân Victoria Ground bảy ngày sau đó. Ông có lần ra sân thứ ba trong thất bại của đội trước Arsenal tại sân Highbury, trước khi bị loại khỏi đội hình trong sáu trận đấu sau đó. Ngày 3 tháng 1 năm 1934, ông có bàn thắng đầu tiên trong sự nghiệp bóng đá chuyên nghiệp, giúp Stoke đánh bại Bradford Park Avenue với tỷ số 3–0 ở vòng ba Cúp FA, và có được bàn thắng tiếp theo khi Stoke giành chiến thắng trước Blackpool với cùng tỷ số đó trong trận đấu diễn ra vào 24 ngày sau. Ngày 29 tháng 1, ông ghi bàn thắng đầu tiên ở giải quốc gia cho "Potters", trong chiến thắng 3–0 trước Huddersfield Town. Ông ra sân tổng cộng 16 lần trong mùa giải 1933–34, ghi được ba bàn thắng, khi Stoke đạt vị trí thứ 12 tại First Division.
Mùa giải 1934–35, Soo chủ yếu thi đấu cho đội dự bị, khi hàng tiền đạo gồm Harry Davies, Joe Johnson, Bobby Liddle, Stanley Matthews và Tommy Sale thi đấu quá hiệu quả, ghi được tổng cộng 60 trong số 71 bàn thắng của câu lạc bộ, đưa đội lên đến vị trí thứ mười trên bảng xếp hạng. Ông không có lần ra sân nào cho đội một kể từ tháng 9 năm 1934 đến ngày 9 tháng 3 năm 1935, chỉ được trở lại đội hình sau chuỗi ba trận thua liên tiếp của câu lạc bộ. Ông bị gãy chân trong đợt tập huấn tiền mùa giải 1935–36, nhưng đã hồi phục nhanh chóng để góp mặt trong trận thua 2–0 trước Liverpool tại Anfield vào ngày 18 tháng 9. Dưới thời huấn luyện viên mới Bob McGrory, ông thường xuyên được sử dụng trong đội hình chính, được sử dụng ở vị trí half-back trái thay cho cựu binh Harry Sellars đã lớn tuổi. Cùng với Arthur Turner và Arthur Tutin, Soo trở thành một trong những half-back vĩ đại nhất của câu lạc bộ. Ông thi đấu tổng cộng 40 trận trong mùa giải đó, giúp Stoke đạt vị trí thứ tư, vị trí cao nhất trong lịch sử câu lạc bộ.
Stoke thi đấu thiếu ổn định trong mùa giải 1936–37, chỉ có được một chiến thắng với tỷ số 10–3 trước West Bromwich Albion xen giữa chuỗi tám trận thua trong 11 trận ở giải quốc gia. Soo ra sân 31 trận khi Stoke kết thúc mùa giải ở vị trí thứ mười. Soo ghi bốn bàn thắng trong 45 trận ra sân tại mùa giải 1937–38 và chơi ở vị trí trung phong hai lần vào tháng 11 do Freddie Steele và James Westland dính chấn thương. Tuy nhiên, Stoke lại gặp khó khăn, tụt xuống vị trí thứ 17 trên bảng xếp hạng và bị Bradford Park Avenue loại khỏi Cúp FA. Soo kế nhiệm Turner làm đội trưởng tạm thời của câu lạc bộ vào tháng 3 năm 1938 và chính thức trở thành đội trưởng vào mùa hè.
Tháng 10 năm 1938, Stoke đã từ chối một đề nghị từ Brentford trị giá 5,000 bảng cho Soo. Stoke đã trở lại sau khởi đầu khó khăn ở mùa giải 1938–39, kết thúc ở vị trí thứ bảy, khi Soo ghi ba bàn thắng sau 44 lần ra sân, đôi khi ông phải thi đấu ở vị trí trái sở trường do chấn thương của các cầu thủ khác. Tên của ông xuất hiện trên nhiều tờ báo để đề xuất gọi ông vào đội tuyển Anh, Daily Express nhận định rằng "Soo, cầu thủ Stoke, là một trong những cầu thủ xuất sắc nhất trong một nửa trận đấu, và không có gì ngạc nhiên nếu họ chọn ông ấy". Tuy nhiên, ông đã mất cơ hội thi đấu cho đội tuyển Anh do sự bùng nổ của Chiến tranh thế giới thứ hai, điều này cũng khiến Stoke City hủy chuyến du đấu mùa hè năm 1939 và sau đó giải Football League 1939–40 cũng bị hủy bỏ sau khi diễn ra ba vòng đấu. Trước khi giải đấu bị hủy, sự kết hợp ở hàng tiền vệ giữa Soo với Turner và Tutin, cùng với Matthews và Steele trên hàng công, đã giúp Stoke trở thành một trong những ứng cử viên nặng ký cho chức vô địch.

### Thế chiến II
Ban đầu, Soo tìm được công việc trong bộ phận kỹ thuật của công ty sản xuất lốp xe Michelin ở Stoke-on-Trent, tại đây ông có thể thi đấu trong thời chiến cho Stoke City. Trong suốt cuộc chiến, ông đã chơi ở các vị trí hậu vệ, half-back phải, trái và inside-left, lấp vào chỗ trống khi đồng đội không thể thi đấu do phải đi nghĩa vụ quân sự hoặc có công việc. Ông cũng từng thi đấu cho Newcastle United, Blackburn Rovers, Everton, Chelsea, Reading, Brentford, Port Vale, Crewe Alexandra, Millwall, Burnley, và có 9 lần khoác áo đội tuyển quốc gia Anh từ năm 1942 đến 1945 (trong các trận đấu quốc tế thời chiến và các trận đấu kỷ niệm thắng lợi). Ông là người đầu tiên không phải da trắng và là người gốc Á đầu tiên tính đến thời điểm hiện tại thi đấu cho đội tuyển Anh (dù chỉ trong các trận đấu bán chính thức). Ông cũng thi đấu cho một số đội đại diện của FA, được mô tả là "đội tuyển Anh" nhưng không chính thức. Tuy nhiên, ông chủ yếu thi đấu cho Stoke City, ghi được ba bàn thắng trong 28 lần ra sân trong mùa giải 1939–40, cùng Stoke vô địch War League West Regional Championship. Sau đó, ông ghi được bốn bàn trong 18 trận đấu ở mùa giải 1940–41.
Ngày 28 tháng 7 năm 1941, Soo được triệu tập vào Không quân Hoàng gia Anh (RAF) và ông dành phần lớn thời gian ở RAF để làm công việc huấn luyện kỹ thuật cho các phi hành đoàn. Sau một khoảng thời gian, ông được điều đến các khu vực xa Stoke hơn và không thể thi đấu cho đội bóng; ông ghi được ba bàn thắng từ 12 lần ra sân trong mùa giải 1941–42 và bốn bàn từ 13 trận trong mùa giải 1942–43, trước khi bị tước băng đội trưởng. Ông chỉ thi đấu hai trận cho Stoke trong mùa giải 1943–44 và có được ba bàn từ tám trận đấu tại mùa giải 1944–45. Tháng 4 năm 1945, Soo đã nộp đơn yêu cầu được chuyển nhượng sau khi xảy ra mâu thuẫn giữa ông và McGrory do sự vắng mặt của Soo và sự thất vọng khi ông khi bị McGrory bố trí thi đấu không đúng vị trí ưa thích.

### Leicester City
Ngày 27 tháng 9 năm 1945, Soo được chuyển nhượng sang Leicester City với mức phí 4,600 bảng Anh, tái hợp với huấn luyện viên đã đưa ông về Stoke, Tom Mather. Ông được chọn làm đội trưởng của "Bầy cáo" sau đó chỉ chưa đầy hai tuần. Tuy nhiên, Leicester gặp khó khăn trong mùa giải 1945–46, và ông bị đưa vào danh sách chuyển nhượng vào tháng 1 mặc dù là một trong những cầu thủ tốt nhất tại Filbert Street. Ngày 26 tháng 4 năm 1946, ông được xuất ngũ khỏi RAF.

### Luton Town
Tháng 7 năm 1946, Soo gia nhập Luton Town với mức phí 5,000 bảng. "The Hatters" đã khởi đầu mùa giải 1946–47 khá tệ, đến giữa tháng 11 đã có tám trận thua. Tuy nhiên, sau khi để thua ba bàn trước đội đang dẫn đầu giải đấu Newcastle United, huấn luyện viên George Martin đã có lời động viên mà Soo mô tả là "lời động viên kỳ lạ nhất mà tôi từng nghe" và truyền cảm hứng cho chiến thắng ngược dòng 4–3. Luton sau đó kết thúc mùa giải ở vị trí thứ 13 tại Second Division, và Soo ra sân 38 lần trong giải quốc gia và bốn lần ở Cúp FA. Ông ghi năm bàn trong 36 lần ra sân ở mùa giải 1947–48, nhưng huấn luyện viên mới Dally Duncan không thể đưa Luton lên cao hơn vị trí thứ 13, và ông đã đồng ý cho Soo rời Kenilworth Road vào mùa hè.

### Chelmsford City
Ngày 28 tháng 5 năm 1948, Soo ký hợp đồng với Chelmsford City từ Luton với mức phí chuyển nhượng được cho là "đáng kể". Ông được chọn làm đội trưởng câu lạc bộ và cùng huấn luyện viên Arthur Rowe giúp "The Clarets" đạt vị trí thứ hai tại giải Southern League 1948–49, trước khi bị liệt vào danh sách chuyển nhượng vào mùa hè khi không thể thống nhất điều khoản với câu lạc bộ. Khi Arthur Rowe rời Chelmsford để dẫn dắt Tottenham Hotspur, Soo đã ứng tuyển để kế nhiệm vị trí huấn luyện viên trưởng của đội bóng, nhưng ban lãnh đạo đã lựa chọn Jack Tresadern. Tháng 11 năm 1949, ông đã yêu cầu được chuyển nhượng để chuyển tới một câu lạc bộ gần với quê nhà của vợ ở Stoke-on-Trent sau cái chết của cha vợ, cũng như do mâu thuẫn ngày càng tăng giữa ông, Tresadern và hội đồng quản trị câu lạc bộ. Kidderminster Harriers đã đề nghị Chelmsford 1,000 bảng để có được sự phục vụ của ông, nhưng Soo từ chối gia nhập câu lạc bộ này. Ông buộc phải chuyển xuống đá cho đội dự bị của Chelmsford khi mâu thuẫn diễn ra, nhưng được trở lại đội hình chính vào tháng 1 sau những phản ứng của người hâm mộ. Chelmsford kết thúc mùa giải ở vị trí thứ tư tại Southern Football League 1949–50. Mặc dù được điền tên trong danh sách giữ lại của câu lạc bộ, Soo đã quyết định giải nghệ để gia nhập St Albans City trên cương vị mới là huấn luyện viên vào ngày 30 tháng 5 năm 1950.

## Phong cách thi đấu
Soo được biết đến với sự nhanh nhẹn và thông minh, cùng khả năng thực hiện những đường chuyền hoàn hảo. Stan Mortensen đã viết trong cuốn tự truyện Football Is My Game của mình rằng Soo là một trong bốn cầu thủ chạy cánh xuất sắc nhất mà ông từng chơi cùng (cùng với George Farrow, Billy Wright, Harry Sellars), và "dường như không bao giờ có động tác vụng về". Alex James đã mô tả ông là cầu thủ "hiện đại so với thời của mình".

## Sự nghiệp huấn luyện viên

### Padova
Soo đã dành mùa hè năm 1949 để huấn luyện câu lạc bộ Phần Lan Helsingin Palloseura trước khi chính thức bước vào vai trò huấn luyện viên toàn thời gian tại đội Isthmian League St Albans City vào tháng 5 năm 1950. Ông đã dẫn dắt "The Saints" kết thúc mùa giải 1950–51 ở vị trí thứ chín. 
Ngày 12 tháng 4 năm 1951, ông được bổ nhiệm làm huấn luyện viên của câu lạc bộ Ý Padova thay thế Giovanni Ferrari bị sa thải. Báo chí đã lên tiếng chỉ trích các cầu thủ "Patavini" lười biếng, và danh tiếng của Soo là một huấn luyện viên nghiêm khắc được xem như một giải pháp tốt. Padova đã đánh bại Napoli 2–0 tại vòng cuối cùng của mùa giải 1950–51 để có thể trụ hạng lại tại Serie A, chỉ hơn đội xếp thứ 19 Roma một điểm. Bản hợp đồng lớn trong kỳ chuyển nhượng mùa hè của ông là cầu thủ người Na Uy Knut Andersen, nhưng việc chuyển nhượng chỉ được hoàn tất vào tháng 12 khi liên đoàn nước Bắc Âu này xác nhận việc thanh lý; trong trận ra mắt của Andersen, Padova đã đánh bại nhà đương kim vô địch Milan với tỷ số 5–2 tại Stadio Silvio Appiani. Tuy nhiên, đội bóng đã gặp khó khăn trong nửa sau của mùa giải 1951–52, Soo phải rời câu lạc bộ vào ngày 13 tháng 3 để trở về Anh sau khi vợ ông qua đời; Gastone Prendato được bổ nhiệm làm người thay thế cho ông tại Padova, nhưng không thể giúp đội bóng thoát khỏi khu vực xuống hạng vào cuối mùa giải.

### Scandinavia
Tháng 5 năm 1952, ông ký hợp đồng một năm để dẫn dắt câu lạc bộ Thụy Điển Eskilstuna, và sẽ nhận nhiệm vụ sau khi đảm nhận vai trò huấn luyện viên trưởng của đội tuyển quốc gia Na Uy tham dự Thế vận hội Mùa hè 1952 tại Helsinki. Ông chỉ dẫn dắt một trận đấu, khi Na Uy thất bại 4–1 trước đội bóng hàng xóm là Thụy Điển ngay tại vòng đầu tiên. Quay trở lại Eskilstuna, ông đã thông báo với báo chí rằng ông muốn khởi xướng một phong cách chơi mới với những "đường chuyền dài và sâu", bên cạnh việc huấn luyện đội một, ông cũng đảm nhiệm việc quản lý đội trẻ và huấn luyện tại các trường học địa phương ở Eskilstuna. Ông cũng khởi xướng lệnh cấm hoàn toàn rượu bia đối với các cầu thủ của mình, điều mà một số người trong giới truyền thông chỉ trích là độc tài và không cần thiết. Câu lạc bộ kết thúc mùa giải ở vị trí thứ ba tại khu vực Östra thuộc giải Division 3 trong mùa 1952–53, nhưng đã được thăng hạng lên Division 2 nhờ vào việc tái cơ cấu hệ thống giải đấu.
Năm 1953, Soo được bổ nhiệm làm huấn luyện viên của câu lạc bộ mới xuống hạng Division 2 Svealand Örebro, tuy nhiên, ông nhanh chóng trở nên không được một số cầu thủ trong phòng thay đồ mới của mình quý mến do phương pháp huấn luyện nghiêm ngặt. Mặc dù vậy, ông vẫn dẫn dắt câu lạc bộ đạt vị trí thứ hai vào cuối mùa giải 1953–54, đứng trên Eskilstuna một bậc. Tuy nhiên, ông lại không thể tại nhiệm lâu tại đội bóng. Tháng 6 năm 1954, ông được bổ nhiệm làm huấn luyện viên tại câu lạc bộ Allsvenskan Djurgården, kế nhiệm huấn luyện viên người xứ Wales Dai Astley. Ông cũng được liên kết với vị trí huấn luyện viên của đội tuyển quốc gia Thụy Điển, nhưng Hiệp hội bóng đá Thụy Điển đã lựa chọn không bổ nhiệm huấn luyện viên toàn thời gian sau thất bại của họ trong việc giành vé tham dự Giải vô địch bóng đá thế giới 1954. Thay vào đó, ông được đưa vào vị trí huấn luyện viên bán thời gian tại Thụy Điển, nhưng phải rời khỏi vị trí đó sau những thất bại nặng nề trước Liên Xô và Hungary. Quay trở lại Djurgården, phong cách chơi bóng bằng thể chất của ông đã chứng tỏ sự hiệu quả, và ông đã giúp "Blåränderna" giành chức vô địch giải đấu vào cuối mùa giải 1954–55 nhưng sau đó ông đã xin từ chức.
Ngày 21 tháng 2 năm 1956, Soo được bổ nhiệm làm huấn luyện viên câu lạc bộ Division 3 Nordvästra Götaland Oddevold và dẫn dắt câu lạc bộ giành quyền thăng hạng với vị trí á quân khu vực của họ trong mùa giải 1955–56. Tuy nhiên, đội bóng đã gặp khó khăn ở khu vực Västra Götaland của Division 2 trong mùa 1956–57, và Soo đã rời câu lạc bộ vào tháng 2 năm 1957; người kế nhiệm của ông, Sven-Ove Svensson, đã dẫn dắt câu lạc bộ kết thúc ở vị trí thứ tám. Tháng 12 năm 1957, ông được bổ nhiệm làm huấn luyện viên tại câu lạc bộ Allsvenskan AIK, làm việc cùng với cựu chủ tịch ủy ban tuyển chọn Thụy Điển Putte Kock. Tuy nhiên, ông nhanh chóng gây tranh cãi sau khi cố gắng yêu cầu các cầu thủ tập trung chủ yếu vào bóng đá, điều này đã làm phật lòng cặp song sinh chơi bandy là Bengt và Björn Anlert. "The Gnaget" đã kết thúc mùa giải 1957–58 ở vị trí thứ chín, và Soo cùng các cầu thủ đã không xây dựng được một mối quan hệ tốt đẹp.

### Scunthorpe United
Ngày 8 tháng 6 năm 1959, Soo trở lại Anh để dẫn dắt Scunthorpe United thi đấu tại Second Division, và ngay lập tức vấp phải chỉ trích từ phó chủ tịch Doug Drury vì Soo nhận mức lương lên đến 1,600 bảng một năm tại câu lạc bộ. Ông đã ký hợp đồng với hậu vệ Dennis John, cầu thủ chạy cánh Martin Bakes và tiền đạo cắm Barrie Thomas; Thomas đã ghi được 26 bàn thắng để giúp "The Iron" kết thúc mùa giải 1959–60 ở vị trí thứ 15. Huấn luyện viên Ipswich Town Alf Ramsey mô tả Scunthorpe là "một trong những câu lạc bộ tiến bộ nhất trong cả nước, kể từ khi huấn luyện viên Frank Soo tiếp quản đội chủ sân Old Showground vào đầu mùa giải, bóng đá do câu lạc bộ nhỏ bé này thể hiện đôi khi đã đạt đến đỉnh cao". Tuy nhiên, Soo đã từ chức vào tháng 5 năm 1960.

### Sự nghiệp sau này
Năm 1961, Soo trở lại Scandinavia và làm huấn luyện viên cho Frigg tại Oslo, thủ đô của Na Uy, trong một mùa giải. Hai năm sau, Soo được bổ nhiệm làm huấn luyện viên của đội tuyển quốc gia Israel và dự kiến sẽ bắt đầu công việc vào tháng 10 năm 1963, tuy nhiên, ông và Hiệp hội bóng đá Israel đã xảy ra bất đồng vào phút chót khiến ông đã không thể đồng hành đội tuyển, George Ainsley được chọn để thay thế ông. Sau đó, ông trở lại Scandinavia và tạm thời dẫn dắt IFK Stockholm trước khi được bổ nhiệm làm huấn luyện viên trưởng của câu lạc bộ hạng Nhất Na Uy Fredrikstad vào tháng 1 năm 1964. Ông có một giai đoạn ngắn sóng gió khi các cầu thủ lại bất mãn với lệnh cấm sử dụng đồ uống có cồn của ông. Ông dẫn dắt đội đạt vị trí thứ hai trong mùa giải 1964, trước khi từ chức vào ngày 15 tháng 12 năm 1964. Tháng 11 năm 1965, ông được bổ nhiệm làm huấn luyện viên của Akademisk Boldklub tại giải Hạng Nhất Đan Mạch, và dẫn "Akademikerne" đạt vị trí thứ năm và thứ sáu trong các mùa giải 1965 và 1966. Tuy nhiên, vào thời điểm này, ông đã tạo dựng được danh tiếng là một huấn luyện viên khó làm việc cùng, đòi hỏi cao cả về những yêu cầu dành cho cầu thủ và cả về mặt tài chính, cũng được biết đến là người thường xuyên thay đổi công việc. Ông ở lại Thụy Điển trong phần còn lại của thập niên 1960, dù suýt trở lại công việc huấn luyện với đội tuyển quốc gia Hồng Kông vào tháng 4 năm 1972, nhưng ông không đồng ý đảm nhận vị trí này vì Hiệp hội bóng đá Hồng Kông chỉ sẵn sàng ký hợp đồng có thời hạn một năm. Ông trở về Stoke-on-Trent vào thập niên 1980, và sau đó qua đời vì biến chứng của chứng suy giảm trí nhớ tại một bệnh viện tư nhân ở Cheadle vào ngày 25 tháng 1 năm 1991.

## Phong cách huấn luyện
Trong một cuộc phỏng vấn với tờ Fotboll của Thụy Điển, Soo nói "thường thì tôi chạy cùng các chàng trai trong 90 phút. Rồi thì tôi cố gắng khiến khoảng thời gian đó trở nên căng thẳng nhất có thể... Tôi muốn họ cảm thấy mệt mỏi sau khi tập luyện". Ông được mô tả là một slavdrivare (kẻ áp bức).

## Di sản
Một con đường được đặt theo tên ông tại địa điểm mà trước đây là Sân vận động Victoria Ground ở Stoke.  Năm 2016, Quỹ Frank Soo Foundation được thành lập để vinh danh Soo với mục tiêu quảng bá câu chuyện của ông, tiếp nối di sản của ông và khuyến khích nhiều người hơn từ các cộng đồng gốc Đông và Đông Nam Á tham gia bóng đá. Một giải đấu bóng đá 5 người được diễn ra thường niên để từ thiện được tổ chức để vinh danh ông, với giải thưởng Cầu thủ xuất sắc nhất giải được đặt theo tên ông. Cúp Frank Soo cũng được tổ chức hàng năm cùng với sự hợp tác của hiệp hội bóng đá địa phương nhằm khuyến khích sự tham gia từ cấp cơ sở và được Hiệp hội bóng đá Anh hỗ trợ.
Ngày 8 tháng 5 năm 2020, để kỷ niệm ngày ông có trận đấu đầu tiên khoác áo đội tuyển Anh, Soo được Google tôn vinh với một biểu tượng Doodle. Ngày 3 tháng 11 năm 2023, Soo được đề cử vào Đại sảnh Danh vọng Thể thao Stoke-on-Trent để đánh dấu 90 năm kể từ khi ông ra mắt cho Stoke City. Ngày 2 tháng 11 năm 2024, Soo cũng được đề cử vào Đại sảnh Danh vọng tại Bảo tàng Bóng đá Quốc gia. Một chiến dịch kêu gọi Hiệp hội bóng đá Anh trao tặng Soo chiếc áo danh dự của đội tuyển Anh sau khi ông qua đời được khởi động ngay sau đó.

## Thống kê sự nghiệp

### Sự nghiệp cầu thủ
Nguồn tham khảo:
| Câu lạc bộ          | Mùa giải            | Giải quốc gia       | Giải quốc gia | Giải quốc gia | Cúp FA | Cúp FA | Tổng cộng | Tổng cộng |
| Câu lạc bộ          | Mùa giải            | Hạng đấu            | Trận          | Bàn           | Trận   | Bàn    | Trận      | Bàn       |
| ------------------- | ------------------- | ------------------- | ------------- | ------------- | ------ | ------ | --------- | --------- |
| Stoke City          | 1933–34             | First Division      | 14            | 1             | 2      | 2      | 16        | 3         |
| Stoke City          | 1934–35             | First Division      | 9             | 0             | 0      | 0      | 9         | 0         |
| Stoke City          | 1935–36             | First Division      | 35            | 0             | 5      | 0      | 40        | 0         |
| Stoke City          | 1936–37             | First Division      | 31            | 0             | 0      | 0      | 31        | 0         |
| Stoke City          | 1937–38             | First Division      | 42            | 2             | 3      | 2      | 45        | 4         |
| Stoke City          | 1938–39             | First Division      | 42            | 2             | 2      | 1      | 44        | 3         |
| Stoke City          | Tổng cộng           | Tổng cộng           | 173           | 5             | 12     | 5      | 185       | 10        |
| Leicester City      | 1945–46             | Thời chiến          | 0             | 0             | 2      | 0      | 2         | 0         |
| Luton Town          | 1946–47             | Second Division     | 38            | 0             | 4      | 0      | 42        | 0         |
| Luton Town          | 1947–48             | Second Division     | 33            | 4             | 3      | 1      | 36        | 5         |
| Luton Town          | Tổng cộng           | Tổng cộng           | 71            | 4             | 7      | 1      | 78        | 5         |
| Tổng cộng sự nghiệp | Tổng cộng sự nghiệp | Tổng cộng sự nghiệp | 244           | 9             | 21     | 6      | 265       | 15        |

### Sự nghiệp huấn luyện viên
Nguồn tham khảo:
| Câu lạc bộ        | Ngày đến         | Ngày đi          | Thành tích | Thành tích | Thành tích | Thành tích | Thành tích |
| Câu lạc bộ        | Ngày đến         | Ngày đi          | Trận       | Thắng      | Hòa        | Thua       | % thắng    |
| ----------------- | ---------------- | ---------------- | ---------- | ---------- | ---------- | ---------- | ---------- |
| Na Uy             | tháng 6 năm 1952 | tháng 7 năm 1952 | 1          | 0          | 0          | 1          | 000,0      |
| Scunthorpe United | tháng 6 năm 1959 | tháng 5 năm 1960 | 44         | 14         | 10         | 20         | 031,8      |
| Tổng cộng         | Tổng cộng        | Tổng cộng        | 45         | 14         | 10         | 21         | 031,1      |

## Thành tích
Eskilstuna
- Thăng hạng Division 3 Östra: 1952–53[62]

Djurgården
- Allsvenskan: 1954–55[65]

Oddevold
- Thăng hạng Division 3 Nordvästra Götaland: 1955–56[66]